# Saison 2015 des Rattlers de Rochester
La saison 2015 des Rattlers de Rochester est la 15e saison de la franchise au sein de la Major League Lacrosse. Les Rattlers entrent dans cette saison en ayant terminé à la 1re place de la saison régulière 2014 et en ayant échoué en finale des playoffs.

## Drafts

### Supplemental Draft
| Nom              | Repêchage | Position  |
| ---------------- | --------- | --------- |
| Jeremy Boltus    | 7e        | Attaque   |
| Rob Guida        | 15e       | Milieu    |
| Steven Dircks    | 23e       | Défense   |
| Ryan Feuerstein  | 31e       | Milieu    |
| Beau Wood        | 39e       | Attaquant |
| Mike O'Neil      | 47e       | Milieu    |
| Adam Rand        | 55e       | Milieu    |
| Jason Lashomb    | 63e       | Gardien   |
| Steve Murphy     | 71e       | Milieu    |
| Anthony Starnino | 79e       | Défense   |
| Thomas Freshour  | 87e       | Défense   |
| Brian Schultz    | 95e       | Attaquant |

### Collegiate Draft
| Nom            | Repêchage | Université                           | Position  |
| -------------- | --------- | ------------------------------------ | --------- |
| Jesse King     | 6e        | Université d'État de l'Ohio          | Milieu    |
| Jack Near      | 7e        | Université Notre-Dame                | Milieu    |
| Jordan Stevens | 21e       | Université Cornell                   | Défenseur |
| Randy Staats   | 29e       | Université de Syracuse               | Attaquant |
| Sean Young     | 37e       | Université de Syracuse               | Défenseur |
| Mike MacDonald | 44e       | Université de Princeton              | Attaquant |
| Sam Somers     | 51e       | Académie militaire de West Point     | Gardien   |
| Kyle Aquin     | 59e       | Institut de Technologie de Rochester | Milieu    |

## Calendrier et résultats
| Match | Date       | Adversaire | Résultats    |
| ----- | ---------- | ---------- | ------------ |
| 1     | 12 avril   | @ Hounds   | V 9-10       |
| 2     | 19 avril   | Lizards    | D 9-19       |
| 3     | 26 avril   | @ Lizards  | D 14-12      |
| 4     | 3 mai      | Launch     | V 10-9 (OT)  |
| 5     | 10 mai     | Outlaws    | V 15-12      |
| 6     | 17 mai     | @ Cannons  | D 17-16 (OT) |
| 7     | 30 mai     | @ Bayhawks | V 11-15      |
| 8     | 7 juin     | Cannons    | V 13-6       |
| 9     | 20 juin    | @ Outlaws  | D 22-21 (OT) |
| 10    | 28 juin    | Machine    | D 12-17      |
| 11    | 4 juillet  | @ Machine  | V 15-16      |
| 12    | 12 juillet | Bayhawks   | V 14-13      |
| 13    | 17 juillet | Hounds     | V 18-10      |
| 14    | 25 juillet | @ Launch   | D 18-11      |